# Борцухи (Ліпський повіт)
Борцухи (пол. Borcuchy) — село в Польщі, у гміні Жечнюв Ліпського повіту Мазовецького воєводства.